# Polska Macierz Szkolna na Białorusi

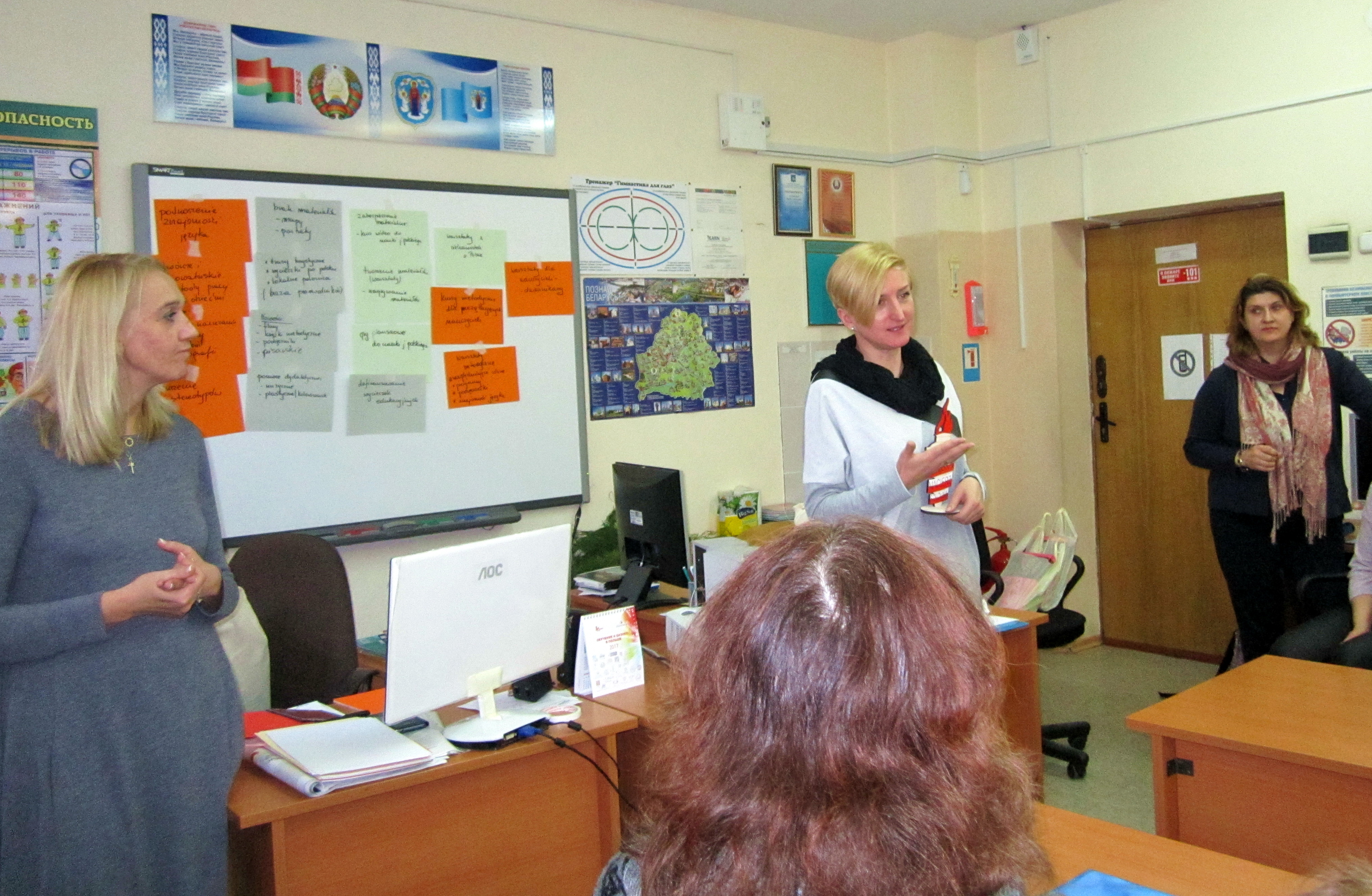
Warsztaty stowarzyszenia „PMSnB” w Mińsku dla nauczycieli języka polskiego na Białorusi (2017)

Polska Macierz Szkolna na Białorusi (PMSnB) – polskie stowarzyszenie oświatowe zarejestrowane 3 grudnia 1995 na Białorusi, którego głównym celem jest „szerzenie oświaty polskojęzycznej na terenie Białorusi w duchu narodowym, chrześcijańskim i obywatelskim”.
Prezesem stowarzyszenia jest Stanisław Sienkiewicz. Od 1996 r. organem prasowym PMSnB jest Słowo Ojczyste.
13 września 2022 roku Sąd Najwyższy Republiki Białorusi przystąpił do rozpatrzenia wniosku o likwidację organizacji w ramach prześladowań narodowościowych.

## Patronat
Pod patronatem PMSnB powstały:
- Duszpasterstwo Nauczycieli Katolickich,
- Klub Kobiet Polskich „Grodnianka”,
- Klub Sportowy „Sokół”,
- Klub Stypendystów Fundacji „Semper Polonia”,
- Uniwersytet Trzeciego Wieku w Grodnie,
- Wspólnota Młodej Polonii.